# Seymour Papert
Seymour Aubrey Papert, född 29 februari 1928, död 31 juli 2016, var en sydafrikansk-född amerikansk matematiker, datavetare och pedagog som jobbade på MIT. Han var en av pionjärerna inom artificiell intelligens och meduppfinnare med Wally Feurzeig av programmeringsspråket Logo.